# Aartsbisdom Mechelen-Brussel

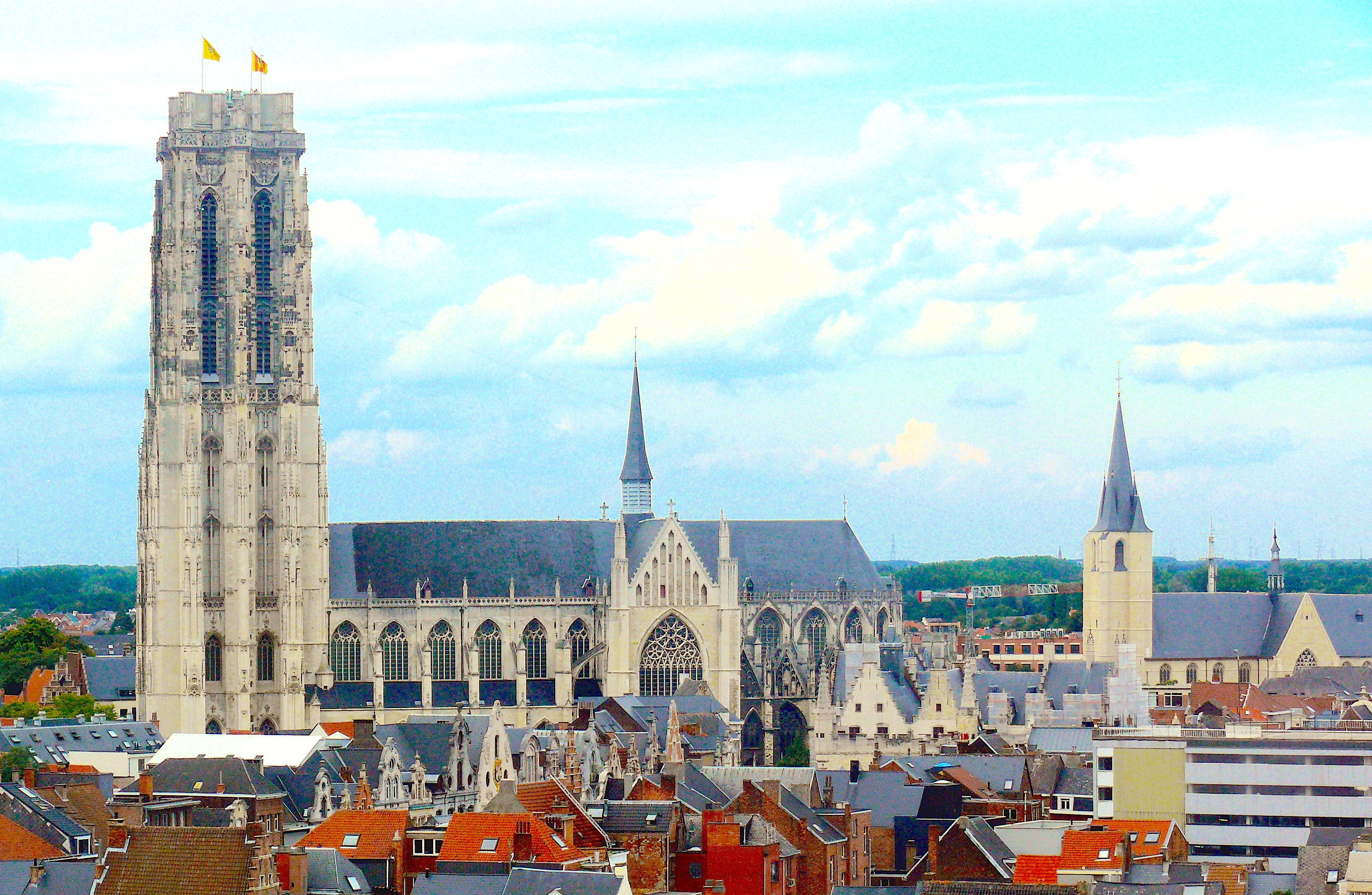
Sint-Romboutskathedraal, Mechelen

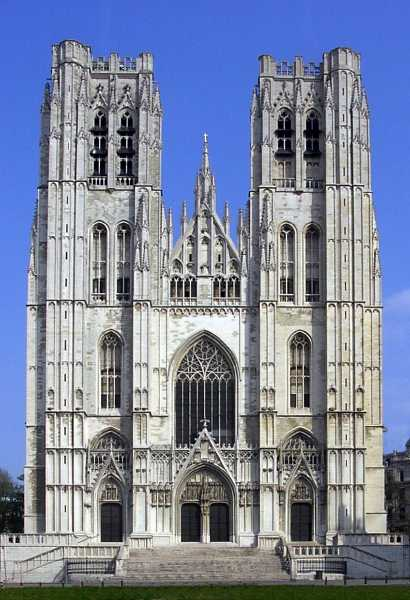
Kathedraal van Sint Michiel en Sint Goedele in Brussel

Het aartsbisdom Mechelen-Brussel (Latijn: Archidioecesis Mechliniensis-Bruxellensis) is een van de acht rooms-katholieke Belgische bisdommen. Het is het aartsbisdom van de kerkprovincie Mechelen-Brussel, dat het gehele Belgische grondgebied omvat.

## Omschrijving
Het aartsbisdom omvat de provincie Vlaams-Brabant, de provincie Waals-Brabant, het Brussels Hoofdstedelijk Gewest en zeven gemeenten van de provincie Antwerpen (namelijk Bonheiden, Bornem, Duffel, Mechelen, Puurs-Sint-Amands, Sint-Katelijne-Waver en Willebroek).
Het aartsbisdom is tweetalig en is sinds 1962 opgedeeld in drie territoriale vicariaten:
- het tweetalige vicariaat Brussel (Jean Kockerols)
- het Nederlandstalige vicariaat Vlaams-Brabant en Mechelen (Koen Vanhoutte)
- het Franstalige vicariaat Waals-Brabant (Rebecca Alsberge)[4]

Het aartsbisdom bestaat uit 661 parochies, gegroepeerd in 37 dekenaten.
De huidige aartsbisschop is Luc Terlinden, die tevens metropoliet is van België.
Het aartsbisdom heeft twee kathedralen: naast de metropolitaanse Sint-Romboutskathedraal in Mechelen heeft het aartsbisdom sinds 1961 ook een tweede zetel in Brussel met de Kathedraal van Sint-Michiel en Sint-Goedele.

## Geschiedenis
Mechelen werd bij de herindeling van de bisdommen in 1559 onder Filips II de zetel van een aartsbisdom: op 12 mei 1559 richtte paus Paulus IV met de bul Super Universas drie nieuwe kerkprovincies op in de toenmalige Nederlanden: Mechelen, Utrecht en Kamerijk. Hiermee werden de Lage Landen ook in kerkelijk opzicht losgemaakt van Frankrijk en het Heilige Roomse Rijk. Om het nieuwe aartsbisdom enig financieel draagvlak te geven werd de benedictijner Abdij van Affligem, gelegen op de grens van het hertogdom Brabant en het graafschap Vlaanderen, geïncorporeerd in het aartsbisdom Mechelen. Tot de Franse Revolutie was de aartsbisschop van Mechelen ook abt van Affligem. Het huidige aartsbisschoppelijk paleis op de Wollemarkt in Mechelen bevindt zich daarom ook op de plaats waar in de zestiende eeuw een refugium stond van de Abdij van Affligem.
Onder Matthias Hovius (1596-1620) zou de Contrareformatie in het aartsbisdom definitief op gang komen. Geheel volgens de voorschriften van het Concilie van Trente (1545-1563) stichtte deze dynamische aartsbisschop een seminarie voor de opleiding van de clerus. In 1607 riep hij in Mechelen een Provinciaal Concilie samen waar de krachtlijnen werden vastgelegd van de zielzorg naar tridentijns model. Daarbij werd besloten een catechismus op te stellen. De eerste Mechelse Catechismus, waarvan de redactie was toevertrouwd aan de jezuïet Lodewijk Makeblyde, verscheen vervolgens in 1609.
De Franse Revolutie had ook voor het aartsbisdom Mechelen desastreuse gevolgen. De Franse bezetter sloeg alle kerkelijke goederen aan, het aartsbisschoppelijk paleis in Mechelen werd verkocht als "nationaal goed" en kardinaal Frankenberg stierf in 1804 na veel omzwervingen als balling in Breda. Het Concordaat uit 1801 tussen Napoleon en paus Pius VII normaliseerde de betrekkingen tussen Kerk en Staat, al was de bevoogding van de Kerk door de burgerlijke overheid groot. Ten gevolge van het Concordaat werd het aartsbisdom Mechelen uitgebreid met het opgeheven bisdom Antwerpen.
Op 8 december 1961 werd het bisdom Antwerpen heropgericht door de bul Christi Ecclesia. De demografische groei binnen het aartsbisdom was de voornaamste reden om tot deze splitsing over te gaan. Het aartsbisdom Mechelen heet sindsdien het aartsbisdom Mechelen-Brussel en omvat momenteel de provincies Vlaams- en Waals-Brabant, het Brussels Hoofdstedelijk Gewest en het administratief arrondissement Mechelen in de provincie Antwerpen met uitzondering van de kantons Lier en Heist-op-den-Berg die tot het bisdom Antwerpen behoren.
Kardinaal Suenens richtte in 1962, naast de diocesane diensten, de territoriale vicariaten (het vicariaat Vlaams-Brabant en Mechelen, het vicariaat Waals-Brabant en het vicariaat Brussel) en de categoriale vicariaten (vicariaat voor het Tijdelijke, vicariaat voor het Godgewijde leven, vicariaat van het Onderwijs) op.

## Statistische gegevens
Cijfers van begin 2003:
- Oppervlakte: 3635 km²
- Inwoners: nagenoeg 2,5 miljoen
- 827 diocesane priesters, 127 diocesane priesters uit een ander bisdom
- 318 in het diocees ingeschakelde religieuzen
- 102 permanente diakens
- 1419 priester-religieuzen en ongeveer 3139 vrouwelijke religieuzen

In 2007 bestond het aartsbisdom Mechelen-Brussel uit 33 dekenaten en 660 parochies. Het aartsbisdom telde toen 705 diocesane priesters (een afname van 122 in 4 jaar), 145 priesters uit een ander bisdom (een toename met 18) maar in dienst van het aartsbisdom, en 92 permanent diakens (een afname van 12) waren in dienst van het aartsbisdom.

## Heiligen en gedenkdagen in het bisdom

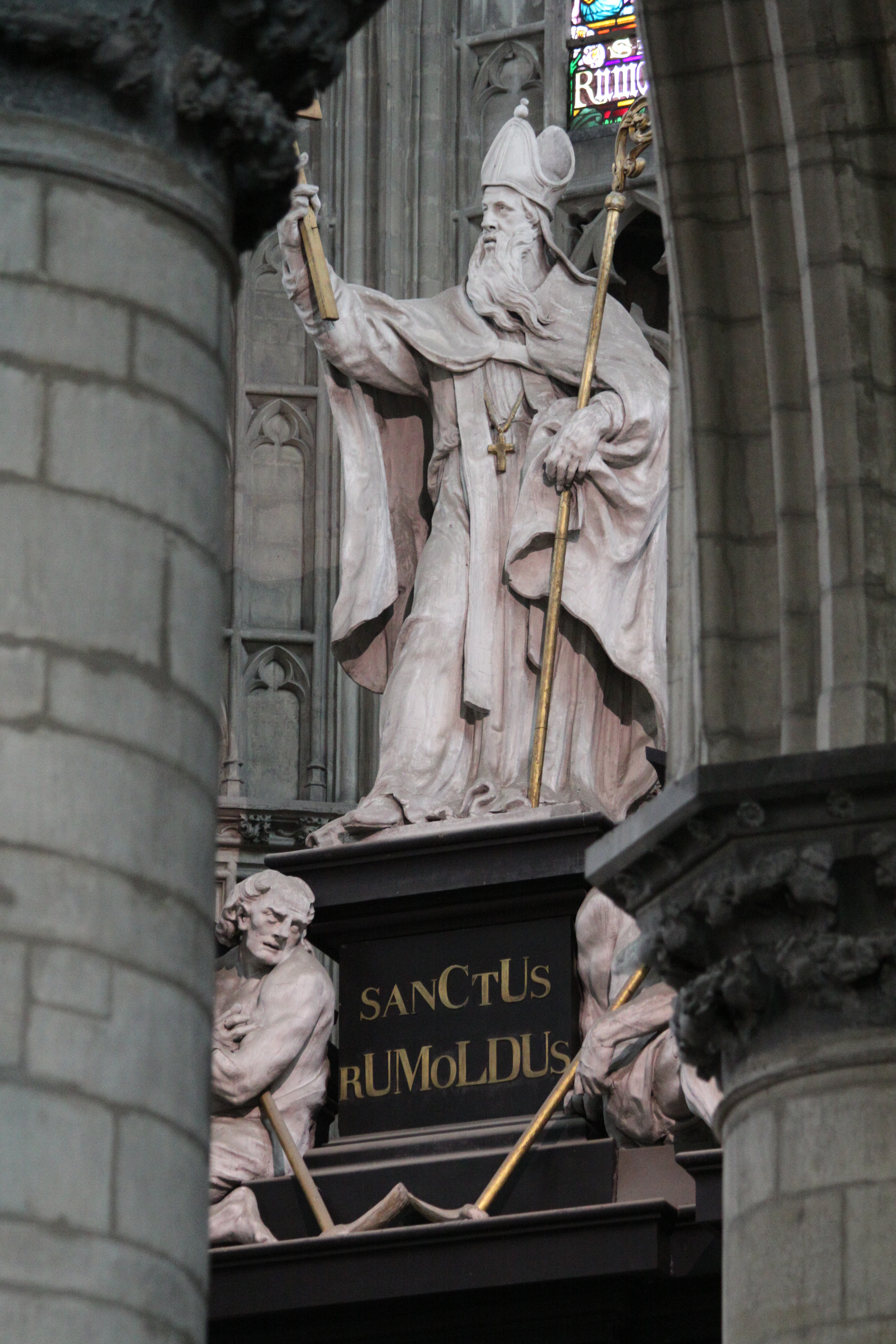
Rumoldus van Mechelen, patroon van het aartsbisdom

- H. Goedele, maagd (8 januari, vrije gedachtenis)
- H. Mutien-Marie Wiaux, kloosterling (30 januari, vrije gedachtenis)
- H. Amandus, bisschop (6 februari, vrije gedachtenis)
- H. Gertrudis van Nijvel, maagd (12 februari, vrije gedachtenis)
- H. Bonifatius van Brussel, bisschop (12 februari, vrije gedachtenis)
- H. Bernadette Soubirous, maagd (18 februari, vrije gedachtenis)
- H. Coleta, maagd (6 maart, vrije gedachtenis)
- Kerkwijdingsfeest van de metropolitane kerk (28 april, feest)
- H. Damiaan De Veuster, priester (10 mei, vrije gedachtenis)
- H. Servatius, bisschop (13 mei, vrije gedachtenis)
- Z. Edward Poppe, priester (10 juni, vrije gedachtenis)
- H. Lutgardis, maagd (16 juni, vrije gedachtenis)
- H. Rumoldus, bisschop (1 juli, (patroons)feest)
- HH. Martelaren van Gorcum (9 juli, vrije gedachtenis)
- H. Maria Amendina, maagd en gezellen, martelares (10 juli, vrije gedachtenis)
- H. Juliana van Cornillon, maagd (7 augustus, vrije gedachtenis)
- H. Gaugericus, bisschop (12 augustus, vrije gedachtenis)
- H. Maria, moeder en middelares van genade, (31 augustus, vrije gedachtenis)
- Kerkwijdingsfeest van de kathedrale kerk van Brussel (12 september, feest)
- H. Lambertus, bisschop en martelaar (17 september, vrije gedachtenis)
- H. Hubertus, bisschop (3 november, vrije gedachtenis)
- H. Willibrordus, bisschop (7 november, vrije gedachtenis)
- H. Albertus, bisschop en martelaar (24 november, vrije gedachtenis)
- H. Johannes Berchmans, jezuïet (26 november, vrije gedachtenis)
- H. Wivina, maagd (17 december, vrije gedachtenis)